# Priscilianismo

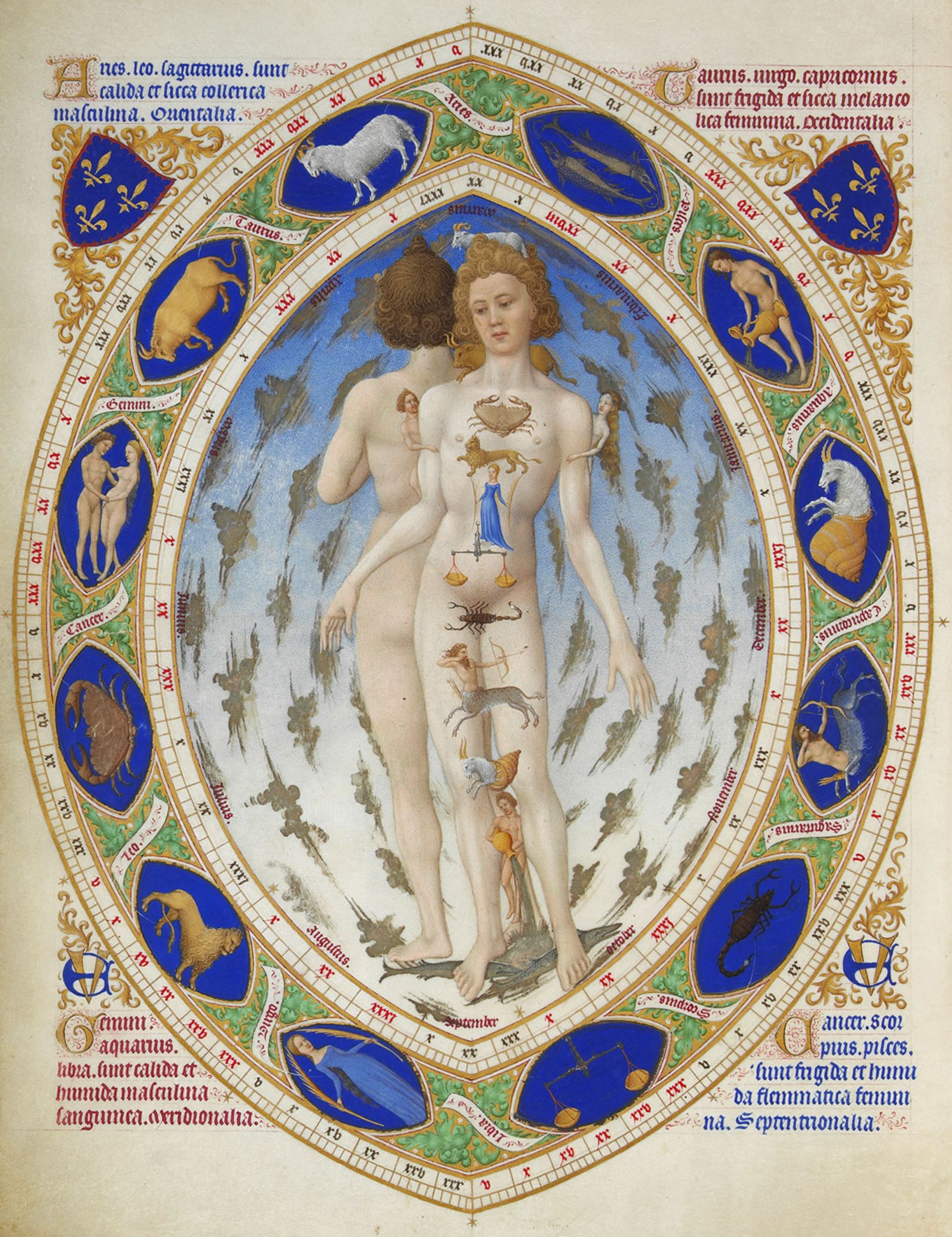
Según Orosio, en su texto contra Prisciliano y su doctrina, Communitorium de errore Priscillianistarum et Origenistarum «Prisciliano enseñó que los nombres de los Patriarcas corresponden a las partes del alma, y de modo paralelo, los signos del Zodíaco se corresponden con partes del cuerpo».

El priscilianismo fue la doctrina cristiana ascética, posiblemente de tintes gnósticos, predicada por Prisciliano en la península Ibérica en el siglo IV. Sus enseñanzas fueron condenadas como herejía en el Concilio de Braga, en el año 561. Anteriormente fue discutido en el concilio Caesar-Augustanum que se celebró en Zaragoza el año 380 y en el Primer Concilio de Toledo, en el año 400.

## Creencias
Además de instar a la Iglesia a abandonar la opulencia y las riquezas para volver a unirse con los pobres, el priscilianismo como hecho destacado en el terreno social condenaba la institución de la esclavitud y concedía una gran libertad e importancia a la mujer, abriéndoles las puertas de los templos como participantes activas. Así la primera de la que se conservan textos escritos en latín es Egeria, monja galaica priscilianista que vivió en torno al 381.
El priscilianismo recomendó la abstinencia de alcohol y el celibato, como un capítulo más del ascetismo, pero no prohibió el matrimonio de monjes ni clérigos, utilizó el baile como parte de la liturgia y se negó a condenar algunos apócrifos y seudoepigráficos prohibidos como el Libro de Enoc, que interpretaba en forma alegórica.
Los detractores de Prisciliano y sus ideas lo han acusado de múltiples pecados e impiedades, como que negaba el dogma de la Santísima Trinidad y defendía una concepción unitaria (modalismo). Dicen que afirmaba que los ángeles y las almas humanas eran, en esencia, de la misma substancia que el Creador. Afirman además que negaba la encarnación del Verbo, atribuyendo a Jesús un cuerpo sólo aparente (docetismo).
Marcelino Menéndez y Pelayo en Historia de los heterodoxos españoles afirma: "no cabe dudar que los priscilianistas eran antitrinitarios y, según advierte San León (y con él los Padres bracarenses), sabelianos. No admitían distinción de personas, sino de atributos o modos de manifestarse en la esencia divina: Tanquam idem Deus nunc Pater, nunc Filius, nunc Spiritus Sanctus nominetur".

## Historia de la ascensión y condena del priscilianismo
Prisciliano comenzó a difundir su doctrina en torno al año 375, que de forma inmediata arraigó en la población y la iglesia galaicas, conformando la primera estructura jerárquica segregada de Roma. En este concilio fueron excomulgados, además de Prisciliano, los obispos Salviano e Instancio, hecho que se vería agravado por el rescripto dictado por el emperador Graciano que desterraba extra, omnes terras a los heterodoxos de la Hispania.
Sin embargo estas medidas represivas sólo lograron aumentar los apoyos y el número de seguidores de Prisciliano. Así, en el año 382 es elevado a obispo de Ávila y decide partir hacia Roma para contrarrestar la ofensiva de Hidacio. Allí —tras serle negada audiencia por el papa Dámaso I— se dirigió al emperador y consiguió la derogación del rescripto imperial. A su retorno los priscilianistas recuperaron sus iglesias e Hidacio resultó desterrado.
La influencia de Prisciliano se extendía por Hispania, especialmente en Gallaecia, y Aquitania cuando el emperador Graciano resultó destronado por el hispano Magno Máximo. Este, a instancias de Hidacio, reinició el proceso contra los priscilianistas. Se convocó a un concilio en Burdigalia -Burdeos- donde se depuso a Instancio, por lo que Prisciliano apeló al emperador. Finalizado el proceso se inició otro en Tréveris (Alemania) donde, tras una serie de sobornos y traiciones de los prelados hispanos, Prisciliano fue condenado por maleficium y decapitado en 385 junto a sus principales seguidores, siendo los demás desterrados y despojados de sus posesiones. Instancio fue desterrado. A Tiberiano y a otros priscilianistas se les confiscaron los bienes.
La condena y ejecución de los priscilianistas suscitaron un notable impacto en la época. Hasta Ambrosio de Milán condenó la ejecución, a pesar de discrepar de las tesis priscilianistas y comparó el juicio con el traslado de la acusación de Jesús a Pilatos por los sacerdotes. El panegirista Pacato Drepanio señala que a las mujeres se las condenó por piedad excesiva; a los obispos delatores les llama bandidos, verdugos, calumniadores y puntualiza que se arruinó a los acusados despojándoles de su patrimonio, repitiéndolo dos veces, originando las protestas del propio obispo de Roma, Siricio, o Martín de Tours, quien se dirigió a la corte logrando la revocación del prescripto.
Lejos de acabar con el priscilianismo, estos hechos lo consolidaron hasta el punto que Hidacio resultó excomulgado y debió renunciar a la mitra, al igual que otros antipriscilianistas como Rufo. En el año 400 el I Concilio de Toledo redactó una profesión de fe contra Prisciliano. El obispo Sinfosio dijo:

«Condeno, juntamente con su autor todos los libros heréticos y en especial la doctrina de Prisciliano, según acaba de ser expuesta, donde se afirma que escribió que el Hijo de Dios no puede nacer».

Para evitar nuevas persecuciones los priscilianistas se constituyeron en una sociedad secreta y continuaron ejerciendo el poder logrando nombrar obispos. Esta situación crearía un cisma que sumiría a la Iglesia en una gran confusión, obligando a intervenir al papa Inocencio I, que sancionó la Regula fidei contra omnes hereses, maxime contra Priscillianistas en el año 404.